# Biloțerkivka, Ceaplînka
Biloțerkivka (în ucraineană Білоцерківка) este un sat în comuna Skadovka din raionul Ceaplînka, regiunea Herson, Ucraina.

## Demografie
Componența lingvistică a localității Biloțerkivka
     Ucraineană (94,06%)
     Rusă (4,57%)
     Belarusă (1,37%)
Conform recensământului din 2001, majoritatea populației localității Biloțerkivka era vorbitoare de ucraineană (94,06%), existând în minoritate și vorbitori de rusă (4,57%) și belarusă (1,37%).